# إنتل آب أب
آب أب هو بوابة وسوق إلكتروني تجاري من شركة إنتل لبيع التطبيقات والبرامج. ويمكن للمطورين أن يقدموا برامجهم لهذا الموقع لتسهيل عملية التوزيع والبيع لبرامجهم.
يدعم الموقع العديد من المنصات ولغات البرمجة ومنها ( جافا، سي، سي++، أدوبي آير). ويتشابه بالطريقة مع آب ستور واندرويد ماركت.

## وصلات خارجية
- www.appup.com موقع آب أب.

1. ↑  وصلة مرجع: http://www.pcmag.com/article2/0,2817,2357870,00.asp.
2. ↑  وصلة مرجع: http://www.huffingtonpost.com/john-bergquist/intel-appup-1-year-later_b_806033.html.